# Federico Wilde
Pour les articles homonymes, voir Wilde.
Federico Wilde (né en 1909 et mort à une date inconnue) était un footballeur international argentin qui jouait au poste d'attaquant.

## Biographie
Wilde joue dans le club argentin de l'Unión de Santa Fe lorsque le sélectionneur italien Felipe Pascucci de l'équipe d'Argentine le convoque avec 18 autres joueurs pour disputer la coupe du monde 1934 en Italie.
En 1939, il rejoint un autre club du championnat argentin, le Sportivo Buenos Aires.